# Hadena reducta
Hadena reducta là một loài bướm đêm trong họ Noctuidae.